# Anna Lasses
Anna Elisabet Lasses, född 31 augusti 1977 i Katarina församling i Stockholm, är en svensk politiker (centerpartist). Hon är ordinarie riksdagsledamot sedan 2022, invald för Stockholms läns valkrets. Lasses har tidigare 2018–2022 varit kommunalråd i Solna och där ordförande för barn- och förskolenämnden.[källa behövs]